# Орґанічні інтелектуали
Орґанічні інтелектуали — поняття зі словника італійського філософа-марксиста Антоніо Ґрамші (1891—1937) для позначення найактивнішої частини суспільного класу, що, всупереч традиційним інтелектуалам, не просто вивчає і пояснює суспільне життя з метою збереження status quo (за капіталізму — майнової та правової нерівності, поділу на гнобителів і гноблених), а увиразнює настрої та досвід, що їх народні маси неспроможні висловити самі. Орґанічні інтелектуали протиставляються Ґрамші традиційним інтелектуалам, що сприймають себе — помилкою — як окремий суспільний клас. Насправді вони є найманими розумовим працівниками панівного класу. Орґанічні інтелектуали пригноблених клас є революційною інтеліґенцією. Орґанізаційною формою цієї інтеліґенції є революційна партія, де відбувається її відбір.
За Ґрамші, всі люди є інтелектуалами, коли займають активну життєву позицію, поєднуючи теоретично-ідеологічну роботу з практичною боротьбою за інтереси свого класу. З дальшим розгортанням революційних суспільних перетворень, з дальшим долученням мас до управління власним життям і суспільством загалом, «функції» інтелектуалів виконуватиме повсякчас більше людей: вони самостійно розроблятимуть і втілюватимуть в життя політичні та господарські завдання, організовуватимуть суспільні процеси і керуватимуть ними. Це означатиме справжню демократизацію — процес, покликаний унеможливити формування бюрократії, яка зароджується саме за монополізації права приймати суспільно важливі рішення малим гуртом інтелектуалів.